# Messier 103
Messier 103 (M103, o NGC 581) és un cúmul obert situat a la constel·lació de Cassiopea. Va ser descobert per Pierre Méchain el 1781, i va ser un dels darrers objectes inclosos per Charles Messier en el seu catàleg d'objectes difusos, abans que ell mateix els pogués comprovar.
Aquest cúmul és relativament poc dens i lleuger, classificat com de tipus d; conté al voltant de 40 membres comprovats segons Wallenquist, tot i que depenent del catàleg, aquesta quantitat pot variar. Becvar ofereix 69 membres, el catàleg celeste 2000.0 només 25, i el Archinal i Hynes (2003 arriba a 172 estrelles.
M103 està situat aproximadament a 8.500 anys llum del sistema solar, al que s'acosta a una velocitat de 37 km/s. El seu diàmetre aparent és de 6 minuts d'arc que correspon, tenint en compte la distància, a un diàmetre real d'uns 15 anys llum.
Els dos membre més brillants del cúmul, se magnitud aparent +10,5, són una supergegant de tipus B5Ib i una gegant de tipus B2II, també conté una estrella gegant vermella de tipus M6III. El nombre important d'estrelles pertanyent a la seqüència principal indica una edat força jove de 22 milions d'anys.

## Observació
L'aparença visual d'M103 està dominada per una estrella binària molt brillant que no forma part del cúmul Struve 131 (ADS 1209; components A, 7,3 mag, Sp B3, i B, 10,5 mag)
M103 es pot identificar fàcilment amb binoculars. Amb telescopi no és fàcil la seva identificació perquè es tracta d'un objecte pobre en estrelles i dispers; sent fàcilment confós per grups d'estrelles dels voltants, tot i que amb telescopis es poden observar les estrelles més tènues que el componen.
Aquest cúmul es pot localitzar des de l'estrella 37 Cassiopeiae (també anomenada Ruchbah), 0,5 graus al nord i 1 grau est, proper a la línia d'Epsilon. Situades molt a prop, estan altres cúmuls oberts, incloent-hi o Trumpler 1, NGC 654, NGC 659 i NGC 663. Aquest últim sovint confós amb M103.